# Sportethik
Sportethik ist ein interdisziplinäres Teilgebiet der Philosophie und der Sportwissenschaften. Als angewandte Ethik befasst sie sich mit den moralischen Aspekten des Sports. Wichtige Themen der Sportethik sind Doping, Fairness sowie Regeln und Normen.
Es wird zwischen der Sportethik als Theorie der sportmoralischen Praxis und der Metaethik, die nach den Bedingungen einer solchen Theorie überhaupt fragt, unterschieden. Die Beantwortung der moralischen Frage (Was soll ich tun?) hängt für den einzelnen davon ab, als wen oder was man sich begreift. Da der Wettkampfsport durch seine eindeutigen Regeln und geringe Anzahl von Rollenfestlegungen recht eindeutige Situationen schafft, kann er auch als Modell einer allgemeinen Ethik fungieren.
Anders ist es jedoch im Gesundheitssport, Freizeitsport, Seniorensport etc., bei denen jeweils zusätzlich der Wertekanon des jeweiligen gesellschaftlichen Feldes hinzutritt. So ist z. B. die Verwendung von anabolen Steroiden im Rahmen der Anti-Aging-Medizin weit verbreitet, im Wettkampfsport der Senioren nach den Regeln der WADA jedoch verboten.
Auch die Bedingungen der sportmoralischen Praxis sind nicht unproblematisch. Wenn z. B. bei Leistungssportlern im Rahmen der Dopingkontrollen der NADA von der Schuldvermutung statt von der sonst in freiheitlichen Demokratien üblichen Unschuldsvermutung ausgegangen und dies von den Massenmedien begrüßt wird, stellt sich die Frage, ob so die Methoden des Polizeistaats gesellschaftlich vorbereitet werden sollen.